# Olga Kovalkova
Вольга Аляксандраўна Кавалькова
Olga Kovalkova également appelée Volha Kavalkova ( (be) : Вольга Аляксандраўна Кавалькова , romanisé :  Voĺha Aliaksandraŭna Kavaĺkova , (ru) : Ольга Александровна Ковалькова) née le 26 janvier 1984 à Minsk est une activiste biélorusse et un membre du présidium du Conseil de coordination de l'opposition en Biélorussie fondé par la candidate à la présidence, Svetlana Tikhanovskaïa en vue d'assurer la transition démocratique et pacifique du pouvoir en Biélorussie à la suite des élections de 2020.

## Éléments biographiques
Olga Kovalkova est née à Minsk, alors en République socialiste soviétique de Biélorussie, le 26 janvier 1984. En 2006, elle est diplômée en droit de l'Académie du Ministère de l'intérieur de Biélorussie (en). Elle a également été diplômée en comptabilité et obtenu un diplôme en sciences politiques de l'Europe de l'Est.
De 2004 à 2008, elle travaille pour des administrations du district de Minsk, puis en tant qu'avocate, présidente et chef comptable dans des coopératives de consommateurs de construction de logements, en 2011-2014 en tant que chargée de cours à l'Institut d'études avancées.

### Activité politique
En 2011, Olga Kovalkova rejoint les rangs du parti démocrate-chrétien biélorusse. Elle assure désormais la co-présidence du parti aux côtés de trois autres co-présidents : Paval Sieviaryniets, Vitaly Rymasheuski (be) et Georges Dmitruk.
Lors des élections législatives biélorusses de 2019, elle est nommée candidate à la députation dans la circonscription no 103 de Minsk Pouchkine. En novembre 2019, Olga Kovalkova annonce son intention de se présenter à la présidence de la Biélorussie en vue de l'élection présidentielle biélorusse de 2020. Elle déclare: « Les autorités devraient voir qu'il y a plus de gens qui veulent changer que ceux qui sont de l'autre côté du système. L'opposition devrait avoir pour tâche d'unir les gens dans un front uni tangible de sorte que les autorités sachent qu'il y a des gens qui peuvent dicter leurs conditions. » Lors de l'Élection primaire, elle obtient la troisième place.

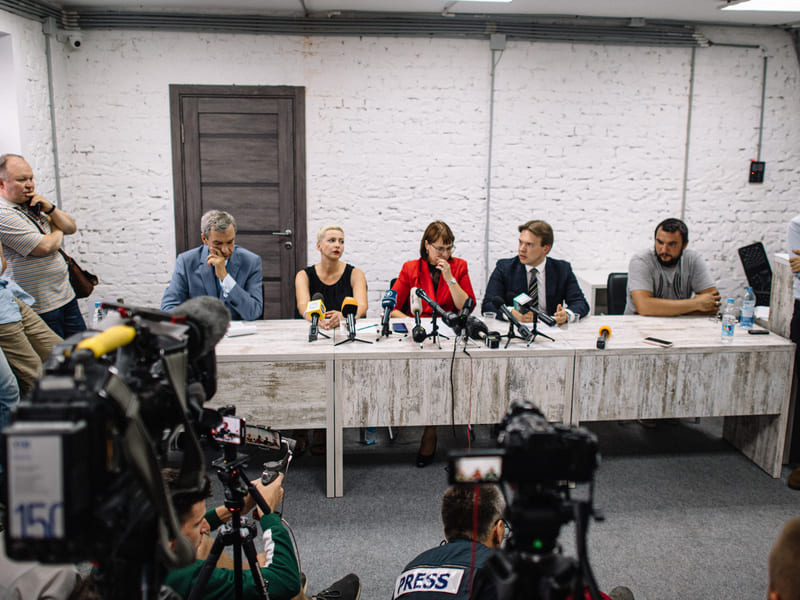
Olga Kovalkova (au centre) lors de la première conférence de presse du Conseil de coordination de l'opposition biélorusse, le 18 août 2020.

À la suite de l'élection présidentielle une nouvelle fois entachée d'irrégularités dénoncées tant par l'opposition en Biélorussie qu'internationalement et des manifestions qui suivirent, elle rejoint, en août 2020, le présidium du Conseil de coordination qui coordonne la transition du pouvoir politique du président Alexandre Loukachenko, qui affirme avoir remporté l'élection présidentielle biélorusse de 2020. Olga Kovalkova a été la représentante de Svetlana Tikhanovskaïa lors de la formation du conseil.
Le 20 août 2020, Alexander Konyuk, le procureur général de la Biélorussie, engage des poursuites pénales contre les membres du Conseil de coordination en vertu de l'article 361 du Code pénal biélorusse au motif qu'ils avaient tenté de s'emparer du pouvoir de l'État et porté atteinte à la sécurité nationale,.
Le 24 août 2020, Olga Kovalkova et son collègue membre du présidium, Sergueï Dylevski, sont arrêtés par les services de sécurité alors qu'ils tentaient de soutenir les grévistes de l'usine Belarus Minsk Tractor Works,,. Olga Kovalkova est condamnée à 10 jours d'emprisonnement le jour suivant. Elle est incarcérée à Okrestina,,,.
Dans l'après-midi du 4 septembre 2020, Olga Kovalkova est secrètement emmenée par les forces de sécurité d'Okrestina à Minsk, et déjà le 5 septembre à 2 heures du matin, elle a été emmenée le long de la route Grodno-Varsovie jusqu'au point de contrôle frontalier de Bruzgi (en) à Kuźnica
Contrainte à l'exil, elle s'installe à Varsovie, en Pologne. Elle explique lors d'une conférence de presse que les autorités l'avaient menacée d'un emprisonnement long si elle ne quittait pas le pays ,.
Le 21 septembre 2020, elle prend part à une réunion de la commission des affaires internationales du Parlement européen.
Le 31 mai 2021. Lors d'une manifestation faisant suite au détournement du vol Ryanair 4978 pour permettre au régime en place d'arrêter le militant de l'opposition et journaliste Roman Protassevitch et sa compagne, Sofia Sapega, Olga Kovalkova déclare y voir un « acte de terreur », « Ce tour de force est une manière de faire peur aux dissidents, en exil ou pas », « Sauf que le régime est en train de pourrir, et cette action, ironiquement, ne fera qu’accélérer sa chute. Au-delà de la volonté de renverser Loukachenko, il y a une tâche plus importante encore qu’il nous restera à accomplir : bâtir une société civile forte. Ce sera le socle des Biélorusses. »

## Récompenses et distinctions
En décembre 2020, Olga Kovalkova parmi d'autres représentants de l'opposition démocrate biélorusse, est honorée du prix Sakharov décerné par le Parlement européen.